# Epirhyssa daedala
Epirhyssa daedala là một loài tò vò trong họ Ichneumonidae.